# Třebčín
Třebčín je vesnice v okrese Olomouc. Třebčín se nachází na západě Hané na úpatí Kosíře. Vesnicí protéká potok Deštná, pramenící na Kosíři v místě Studený Kout. Ves se nachází v nadmořské výšce mezi 225–240 m n. m. a úrodná půda jí předurčila zemědělský charakter. Třebčínem prochází železniční lokální trať mezi Olomoucí, Litovlí a Prostějovem. Ve vzdálenosti 6 km jižně leží město Prostějov, 8 km východně statutární město Olomouc.

## Název
Název vesnice Třebčín pravděpodobně vznikl podle jména zakladatele jménem Třebsa nebo Třěbesa. V historických mapách a pramenech najdeme Třebčín pod několika názvy: Trepsin (1141), Trzebsin (1389), Trzepssin (1522), Trzeczin, Třzebczin (1692), Trzebssinio (1694), Trepschin (1758), Trzeptschein (1684, 1834), Třepčein (1864).

## Pravěk
V Třebčíně je známo více než deset archeologických lokalit.
- lokalita Na Skale, kde byly nalezeny mamutí kly, a nástroje z období drahanského paleolitika
- úštěpy a sekerka z období eneolitu
- pohřebiště únětické kultury
- hroby kultury lužických popelnicových polí
- různé artefakty a osobní předměty Keltů
- v roce 2007 byl při hloubení kanalizace Třebčín-Lípy nalezen v obilné zásobnici kostrový hrob ženy s výraznými anatomickými deformacemi z doby Velké Moravy
- různé zlomky keramiky a drobných předmětů ze středověku v centru vsi

## Historie

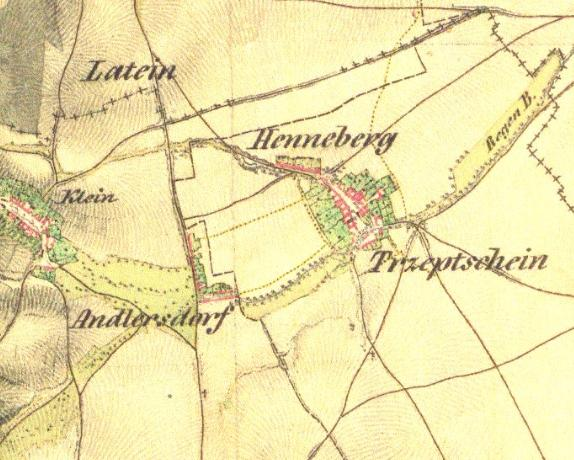
Třebčín a okolí na historické mapě ze třetí čtvrtiny 19. století

První písemná zmínka je z roku 1141, kdy zde olomoucké biskupství vlastnilo jedno popluží. I jeho pečeť je zřejmě velmi starého původu, z konce 15. století. Je na ní ve štítu vyobrazena husa jako symbol zemědělství a snad i úrodnosti a bohatosti hanáckých polí a vesnic.  Ve 13. století ves patřila pánům ze Šternberka a tzv. hrdelním právem spadala pod Šternberk až do zrušení v 18. století. Rod pánů ze Šternberka dával své dcery do kláštera sv. Kláry v Olomouci a snad již na konci 13. století byl klariskám Třebčín darován. V rámci klášterního majetku spadal Třebčín pod statek Čelechovice na Hané. V roce 1540 odpustila třebčínským abatyše kláštera sv. Kláry roboty, mimo dvorských, jedná se o nejstarší zmínku o panském dvoře v Třebčíně. Za třicetileté války se někteří třebčínští dali na stranu protestantů, většina však zůstala katolická. Během třicetileté války byl Třebčín asi z poloviny poničen.
První zobrazení Třebčína je na mapě z roku 1692, kterou zhotovil Jiří Matyáš Vischer. 1766–1769 spory s vrchností o plnění robotních povinností. V roce 1782 byl zrušen řád Klarisek a Třebčín se dostal do majetku státního Náboženského fondu. Panské pozemky byly rozparcelovány a na části vznikla v roce 1786 nová vesnice nazvaná Henneberk. V roce 1885 spojila zástavba Třebčín a Henneberk a Henneberk se zřekl vlastní samosprávy. Roku 1826 byl statek Čelechovice s Třebčínem prodán belgickému šlechtici Filipu Ludvíku ze Saint-Genois d'Anneaucourt, který statek vlastnil až do roku 1848.
První škola byla v Třebčíně postavena v roce 1871, nová byla postavena roku 1909. Epidemické nákazy tyfu[nepřesný odkaz] a cholery jsou prokázány v letech 1809, 1831–1832, 1836 a 1866. V roce 1883 byla zprovozněna trať Olomouc – Čelechovice na Hané, se zastávkou v Třebčíně. V roce 1887 obec poničila povodeň po vydatném dešti. V letech 1943–1946 byla postavena vlaková vlečka z Třebčína do Sigmy v Lutíně. Stavěli ji internovaní vězni z tábora Svatobořice. Roku 1899 byla postavena mlékárna. V první světové válce padlo 8 občanů, 4 zemřeli a 2 byli prohlášeni za nezvěstné, v obci bylo 10 legionářů. V roce 1926 byla obec elektrifikována. Roku 1927 byl založen hasičský sbor. Před druhou světovou válkou zde byly následující místní odbory spolků: Národní Jednoty, Matice Cyrilo-Metodějské, Družiny čsl. válečných poškozenců, Ústřední matice školské, Čsl. katolických zemědělců, Slovan – spolek katolických divadelních ochotníků a Jednota českého orla.
29. dubna 1945 byl tajně založen revoluční Národní výbor.
Obec byla za druhé světové války osvobozena 9. května 1945, přímo na katastru obce nedošlo k bojům. Po válce se zde skladovala munice převážená po železnici z okolí, kterou pak ruští pyrotechnici odstřelovali na Vápence u Slatinek. 26. září 1950 bylo v obci založeno JZD. Od roku 1980 se Třebčín stal místní částí Lutína.

## Současnost
Třebčín má 773 obyvatel. Vesnice je elektrifikována, plynofikována, má vlastní vodovod, k dispozici jsou kontejnery na tříděný odpad, nejméně dvakrát ročně probíhá sběr nebezpečného odpadu a zeleného odpadu ze zahrádek. Ve vsi je pohostinství, obchod, autodopravce, dva automechanici, malířství a natěračství, fotografka, čistírna, knihovna. Do zastupitelstva vstupuje Třebčín pod hlavičkou Sdružení nezávislých kandidátů Třebčín.
Ves spadá do římskokatolické farnosti Slatinice u Olomouce.

## Průmysl
V Třebčíně působí následující firmy a společnost:
- MB TOOL s.r.o. Prostějov, nástroje a komponenty pro automobilový průmysl, provozovna I. nástrojárna a sériová výroba Třebčín.[4]
- PCH Výroba a projekty, spol. s r.o. komplexními službami v oblasti projekce elektroinstalací, komponenty pro čerpadla, stavebnictví, padáky a průmyslové pece [5]
- Mlčoch Libor – tesařství, pokrývačství, klempířství

## Kultura a sport
- V Třebčíně se nachází sportovní a kulturní areál Ohrada, tenisové hřiště, které se v zimě mění v kluziště a volejbalové hřiště.
- V vsi jsou k dispozici tři dětská hřiště
- V centru vsi se nachází Kulturní a společenské zařízení s malým a velkým sálem, kde jsou pořádány různé společenské a soukromé akce.
- Sbor dobrovolných hasičů, jednotka stupně JPO III, pořádání okrskových soutěží.[6] Sbor má k dispozici:
- CAS 27K
- Vw crafter
- dvě PPS - 12
- Od roku 2008 se pořádá Třebčínský košt, soutěž o nejlepší destilát

### Tradice
O organizaci akcí se starají místní zastupitelé, SDH a Svaz žen
- začátek roku Ostatky
- 30. dubna slet čarodějnic
- kolem 4. května hody na sv. Floriána
- oslavy konce 2. světové války
- Začátkem září Hasičský kotlík
- 28. října oslavy výročí vzniku Československa
- rozsvěcení vánočního stromu

## Pamětihodnosti
- Kaple sv. Floriána na návsi z let 1857-1859, stavitelem byl zednický mistr Ignác Blaha z Drahanovic, vymaloval ji loštický malíř František Havelka, kaple vysvěcena 5.10.1862. Na věži zvony sv. Florián z roku 1997 a zvonek z roku 1942. Předchozí zvony rekvírovány za válek.
- Kaplička se sochou P. Marie v Očekávání na hranici Třebčína a bývalého Henneberku, kterou nechali v roce 1898 zhotovit Ignác a Anna Zapletalovi, sochař Václav Beck z Prostějova
- Kamenný kříž na návsi před kaplí z roku 1792, dříve zde stávaly kříže dřevěné a dřevěná zvonička
- Kamenný kříž z roku 1856 jihozápadně od vsi Na Kaplické, říkávalo se mu černý, podle původního nátěru předchozího kříže.
- Kamenný kříž před č. 121 z roku 1833 s pašijovými výjevy a biblickým textem v hanáčtině (poškozeno)
- Kamenný kříž z roku 1867 jižně ve vsi Na Olšanské na památku cholery v Třebčíně, jeho dřevěnému předchůdci se říkalo červený kříž
- Kamenná socha sv. Jana Nepomuckého na Zákantí z roku 1869, před bývalou školkou P. Jana Vychodila, socha původně stála před starou školou, dnešní kulturní a společenské zařízení
- Kamenná Pieta na cestě do Slatinic z roku 1898, sochař Václav Beck z Prostějova
- Pomník padlých z první světové války před bývalou školou,[7] z dílny Václava Becka z Prostějova byl slavnostně odhalen 16. července 1922

## Významní rodáci
- Rudolf Mlčoch (17. 4. 1880 Henneberk – 8. 4. 1948 Olomouc) – spoluzakladatel a představitel Československé živnostensko-obchodnické strany středostavovské. V letech 1925–1926 byl ministrem veřejných prací, v letech 1929 a 1932 ministrem železnic a v letech 1937–1938 ministrem obchodu. Byl také prezidentem Obchodní a živnostenské komory v Olomouci.
- Ludvík Sigmund (17. 8. 1836 Třebčín – 7. 9. 1899 Lutín) – zakladatel pumpařské tradice. Otec Jana a Františka, jeho pokračovatelů pod značkou Sigma Lutín.
- Jan Vychodil (26. 8. 1848 Třebčín – 13. 6. 1926 Třebčín) – kněz a spisovatel.[8] Studoval na Německém C. k. státním gymnáziu v Olomouci[9] a v Olomouci také absolvoval bohosloví.[10] Vysvěcen byl v hanácké metropoli roku 1874. Následně 16 let působil na Velehradě jako kaplan a zabýval se tu svatými Cyrilem a Metodem. V letech 1890 až 1904 byl farářem v Želechovicích.[10] V letech 1904 až 1908 žil v Charvátech a od roku 1908 v Cholyni. Rodný dům s pozemkem odkázal roku 1911 Matici cyrilometodějské. V letech 1914 až 1926 byl členem Družiny literární a umělecké. Byl radou bosensko-sremského biskupa Josipa Juraje Strossmayera v chorvatském Đakovu (informace z Vychodilova náhrobku). P. Jan Vychodil je pohřben ve Slatinicích.
- Augustin Spurný (12. 7. 1903 Třebčín – 9. 10. 1993 Moravec) – katolický kněz. Ordinován byl 5. července 1929. V roce 1937 byl uváděn jako kooperátor v Prostějově.[11] Byl členem katolického spolku Apoštolát svatých Cyrilla a Methoda pod ochranou blahoslavené Panny Marie, který si vytkl šíření katolické víry mezi Slovany. Od 1. prosince 1940 až do roku 1976 působil v Novém Hrozenkově.[12] V roce 1946 pro Nový Hrozenkov ze zrušeného kostela Nejsvětější Trojice v zaniklé vsi Jestřabí zachránil tři zvony, umíráček, hodiny, křtitelnici nebo lavice.[13] P. Augustin Spurný zemřel v Kněžském domově na Moravci.[13]
- Antonín Přichystal (1921–2001) – pedagog působící na Univerzitě Palackého v Olomouci, autor vlastivědných knih.[14][15]
- Antonín Přichystal mladší (* 1950) –  český geolog, petroarcheolog a vysokoškolský pedagog.

## Fotogalerie

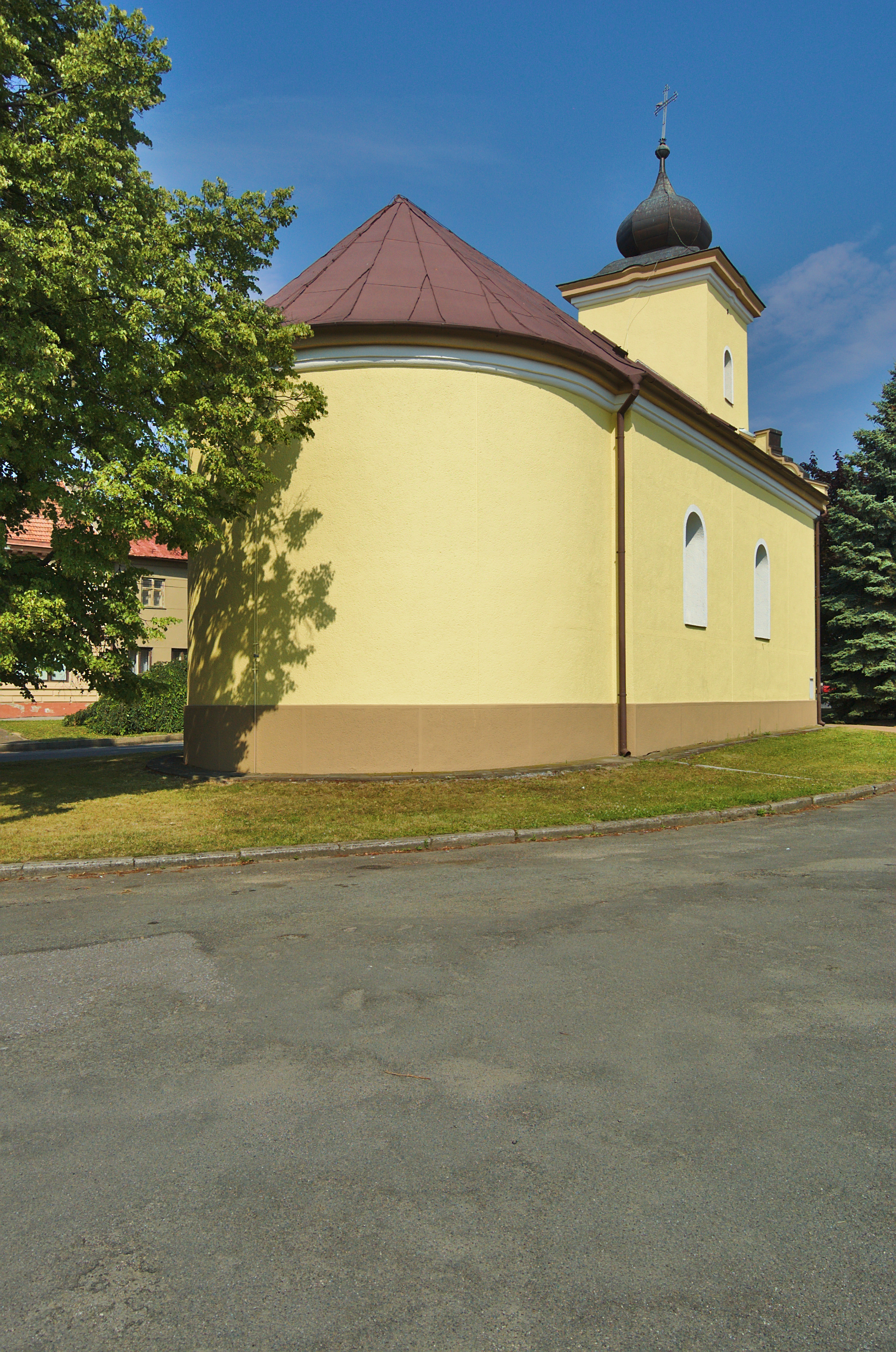
Kaple svatého Floriána
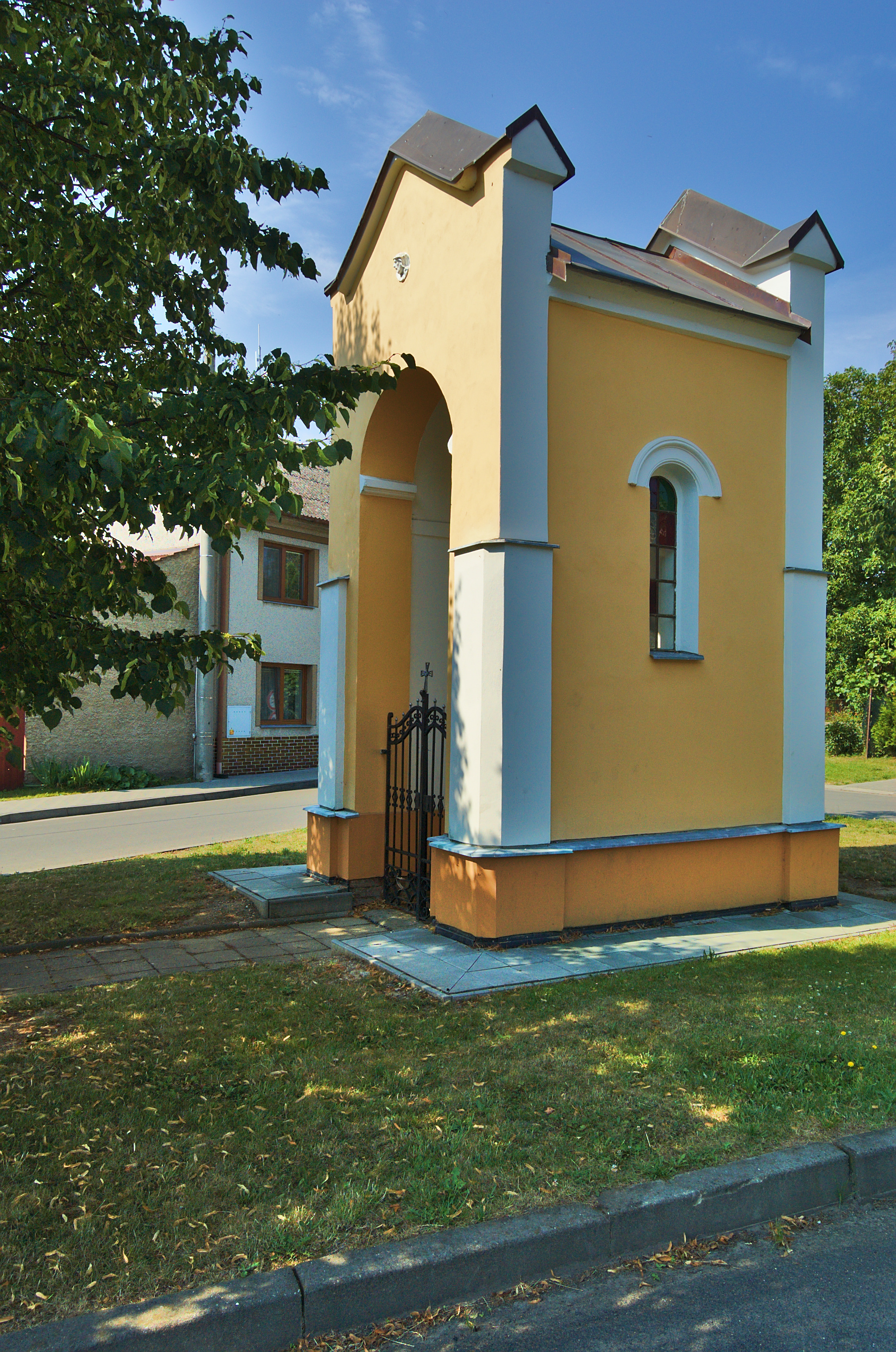
Kaplička se sochou Panny Marie v Očekávání
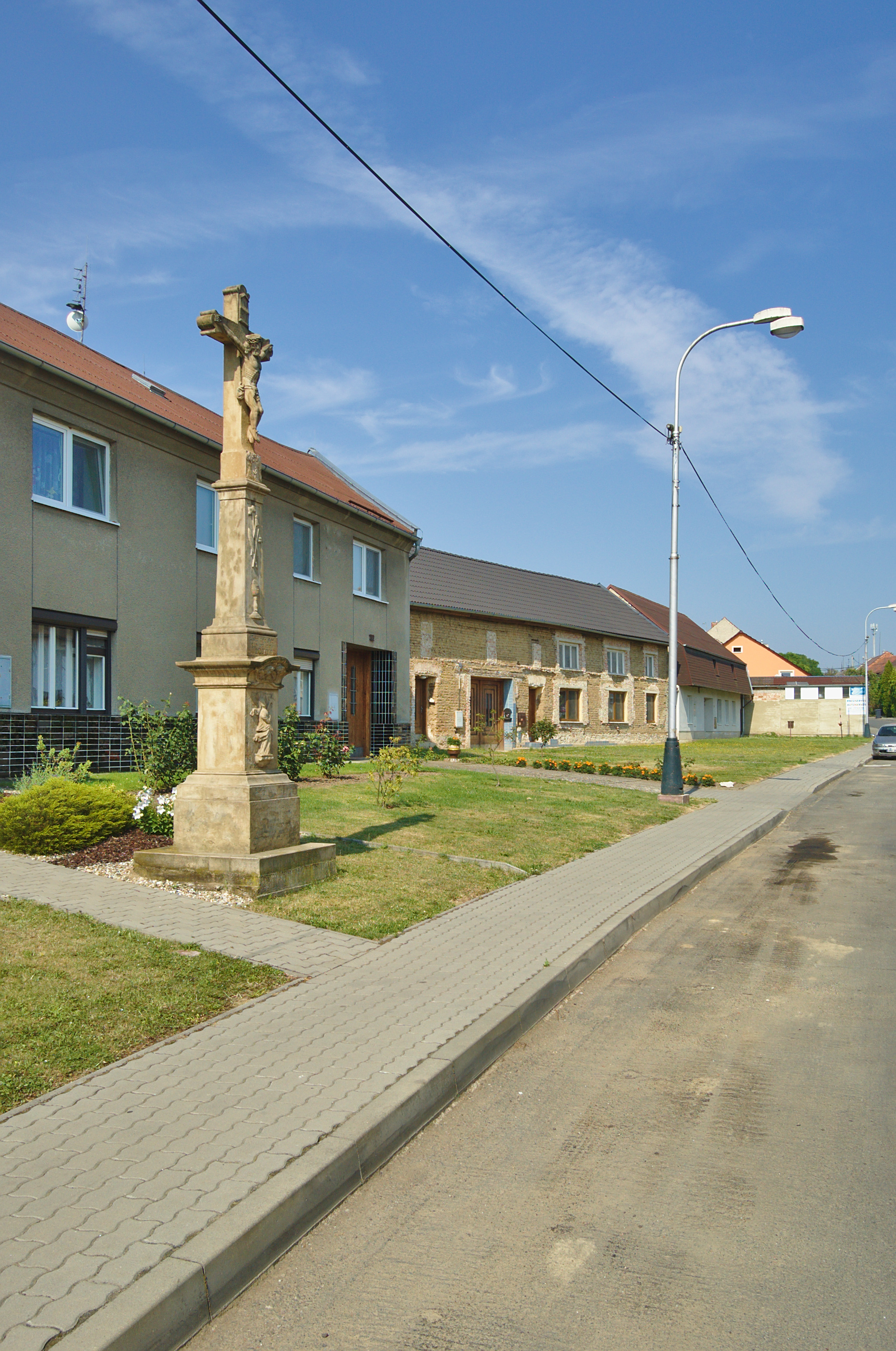
Kříž v půli vsi
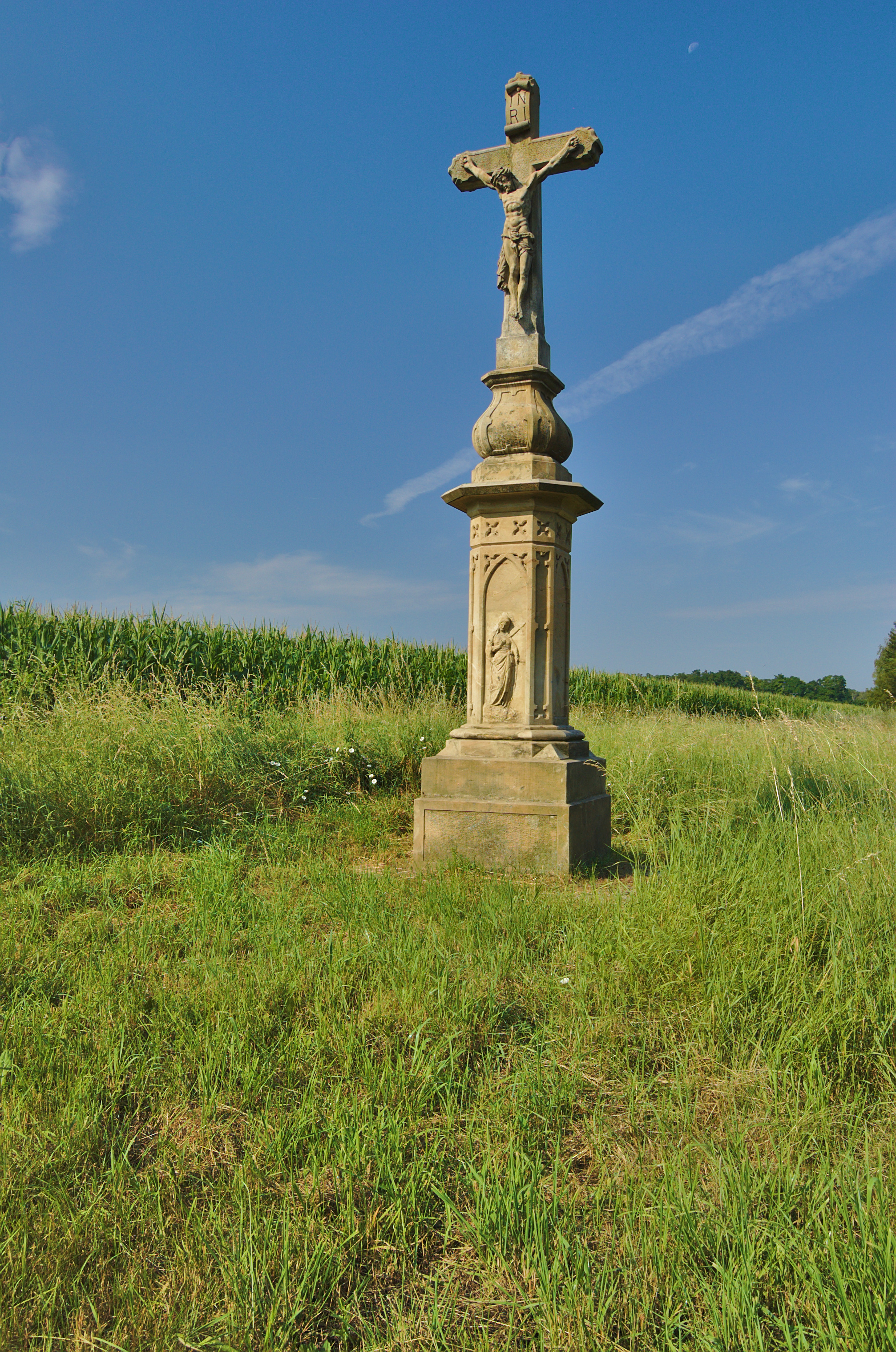
Kříž poblíž silnice na Olšany
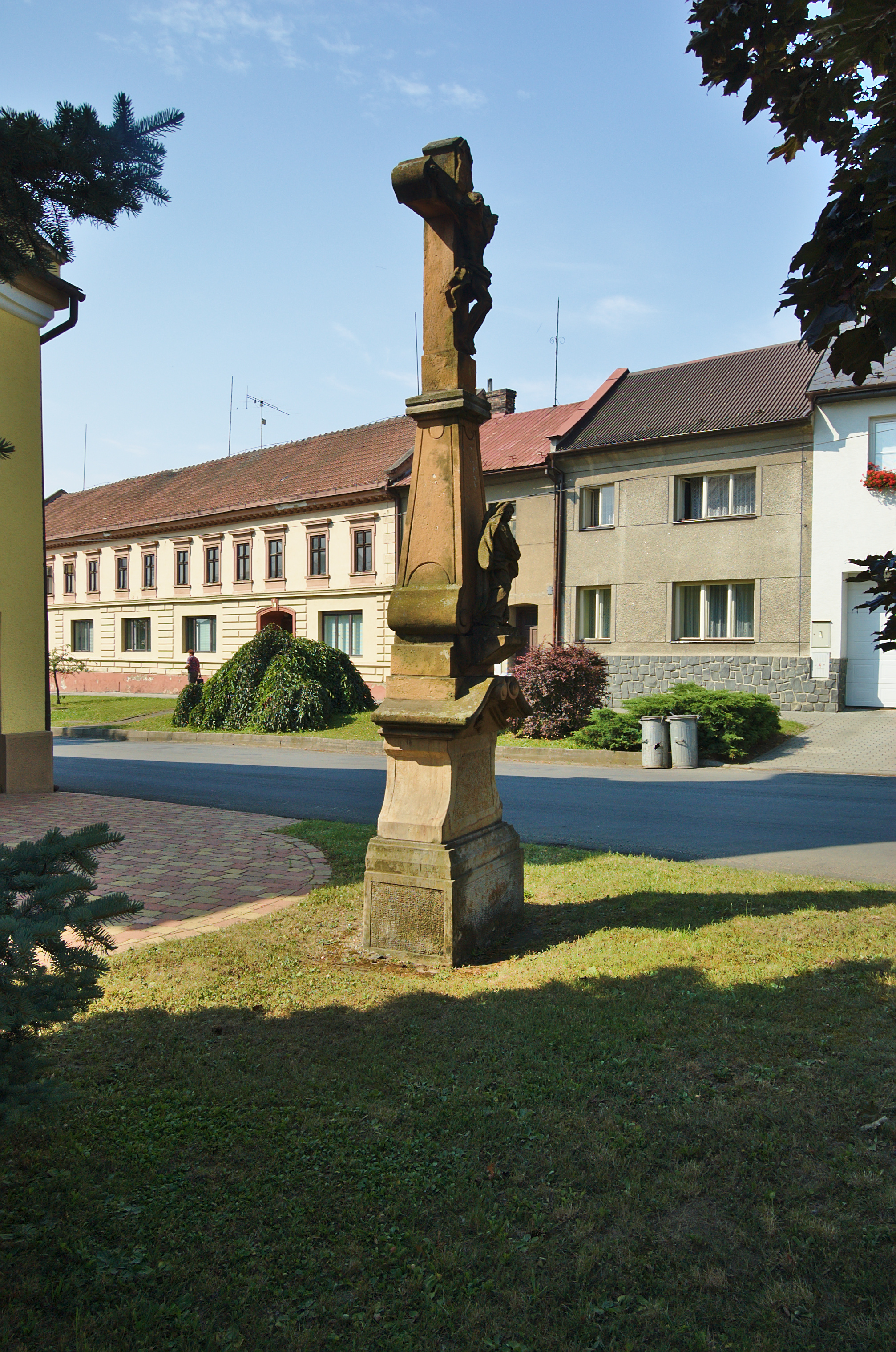
Kříž před kaplí svatého Floriána
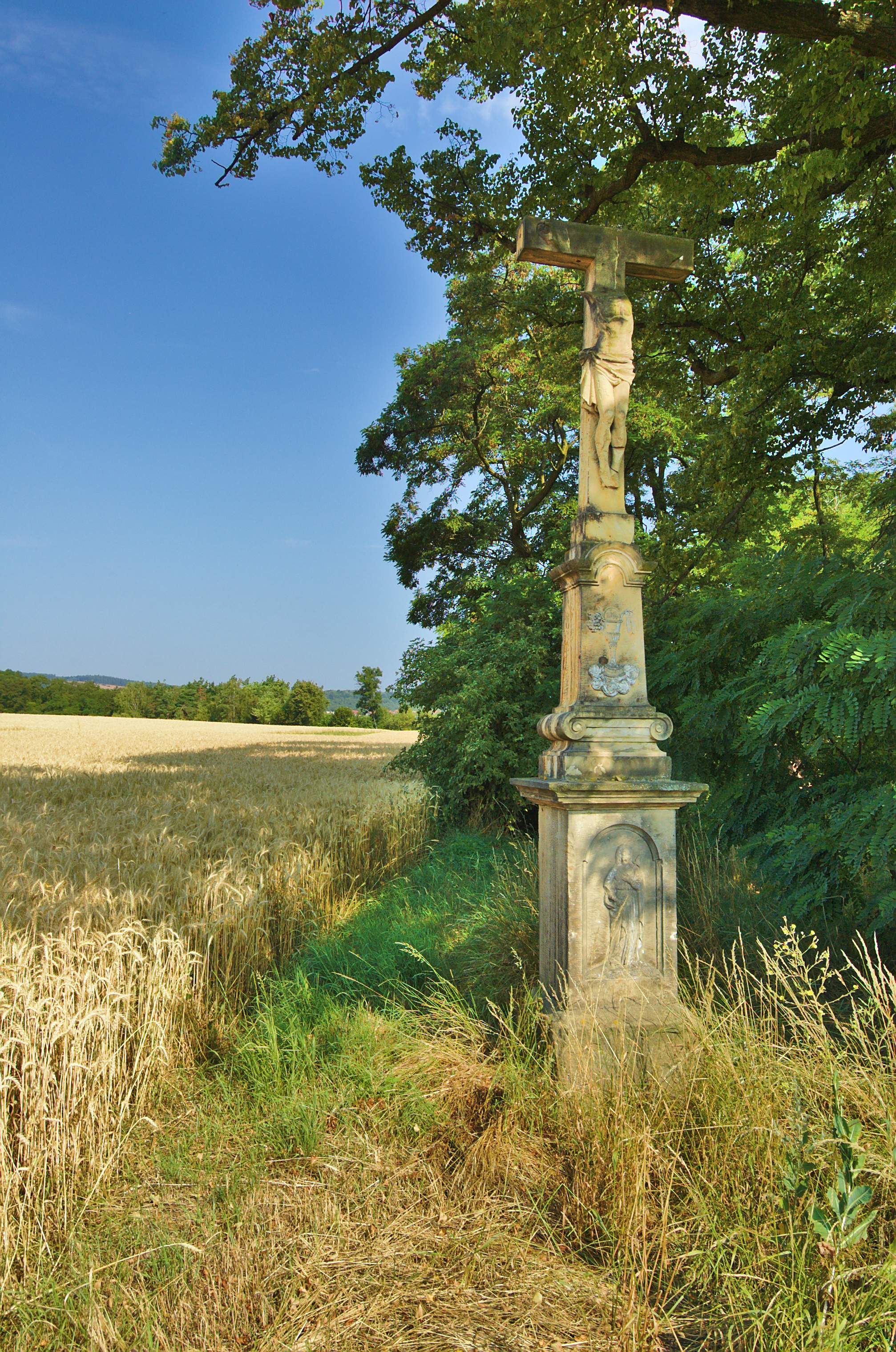
Torzo kříže jižně od Třebčína
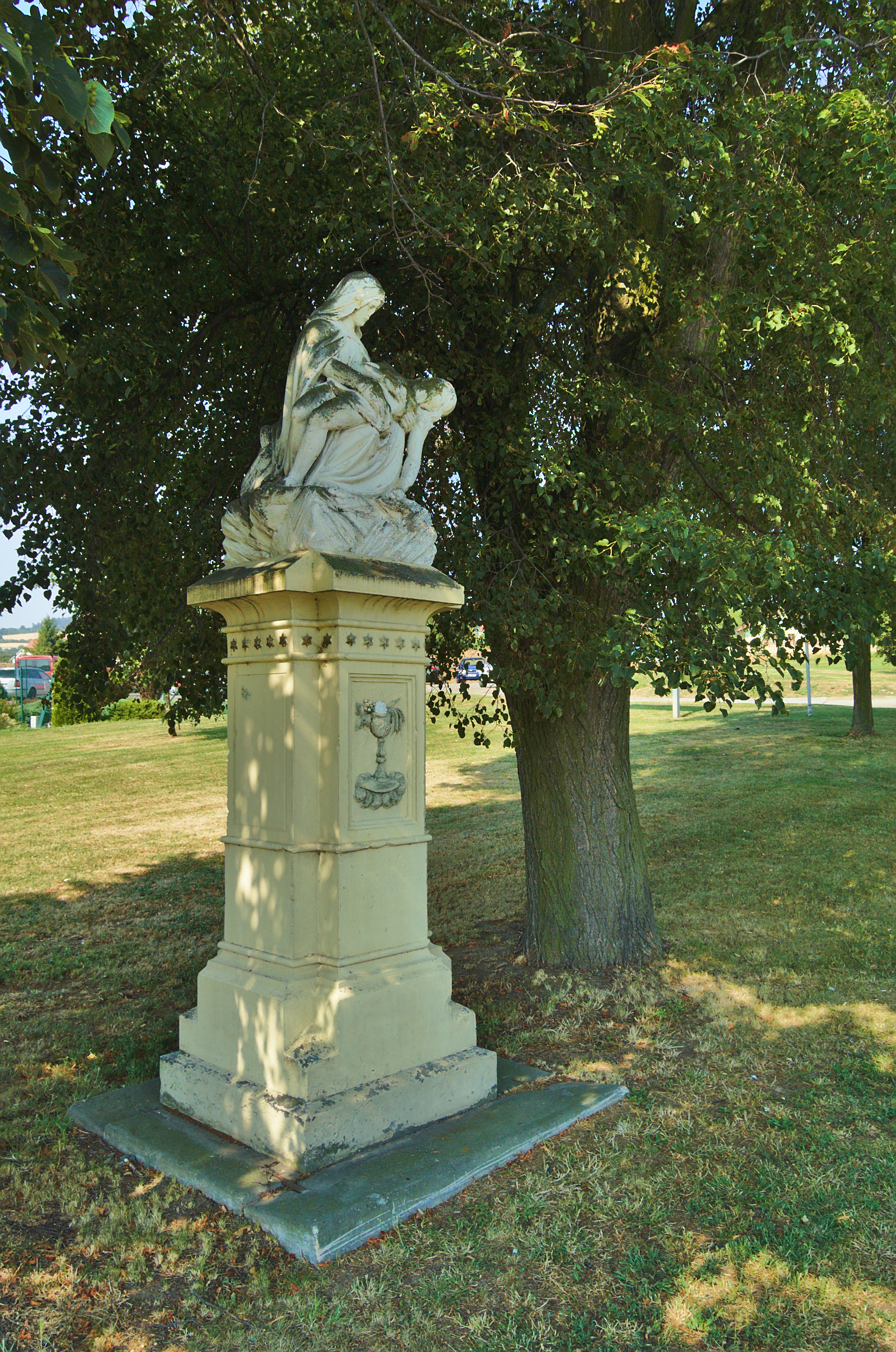
Pieta u cesty do Lip
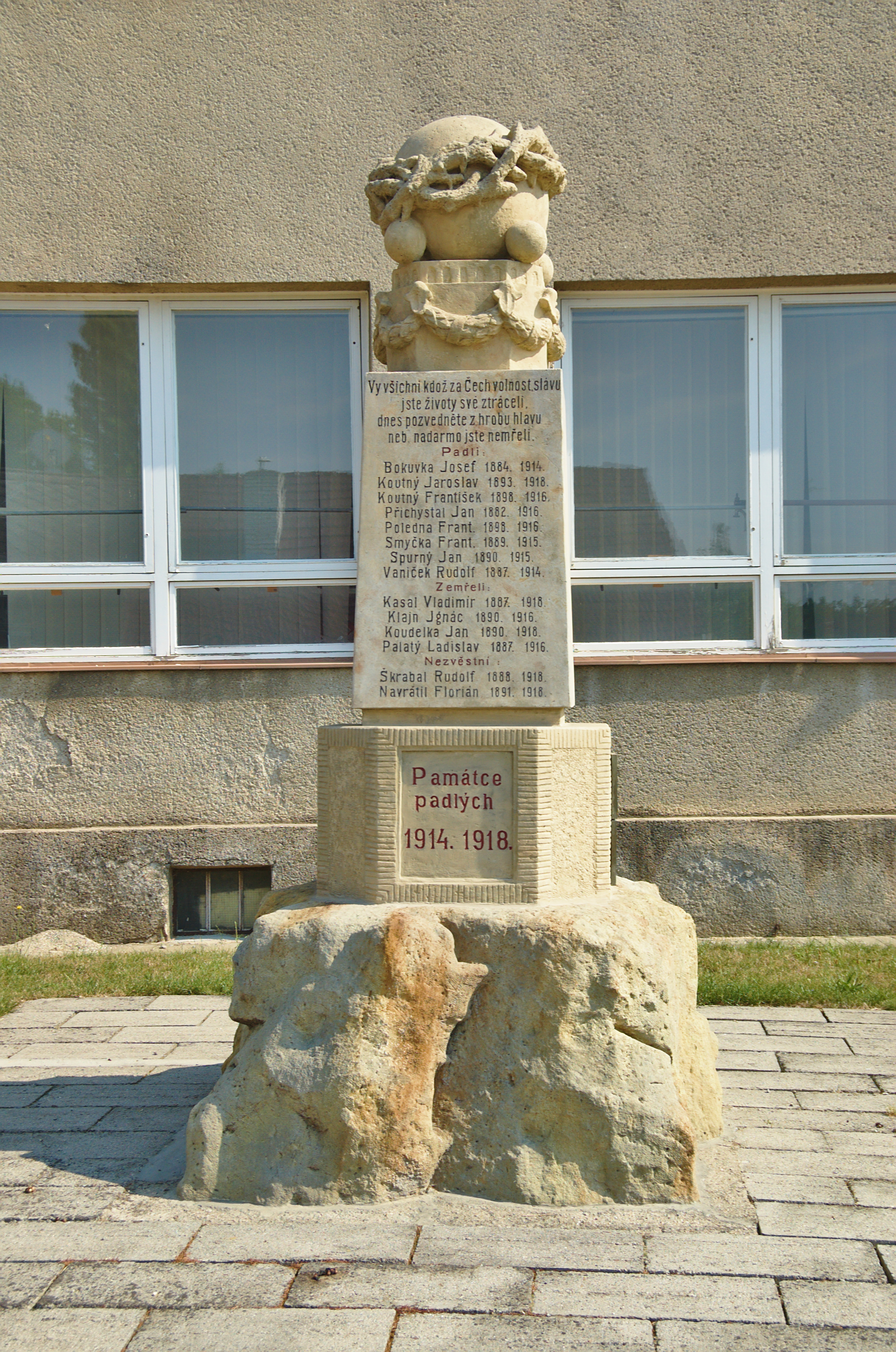
Památník obětem první světové války
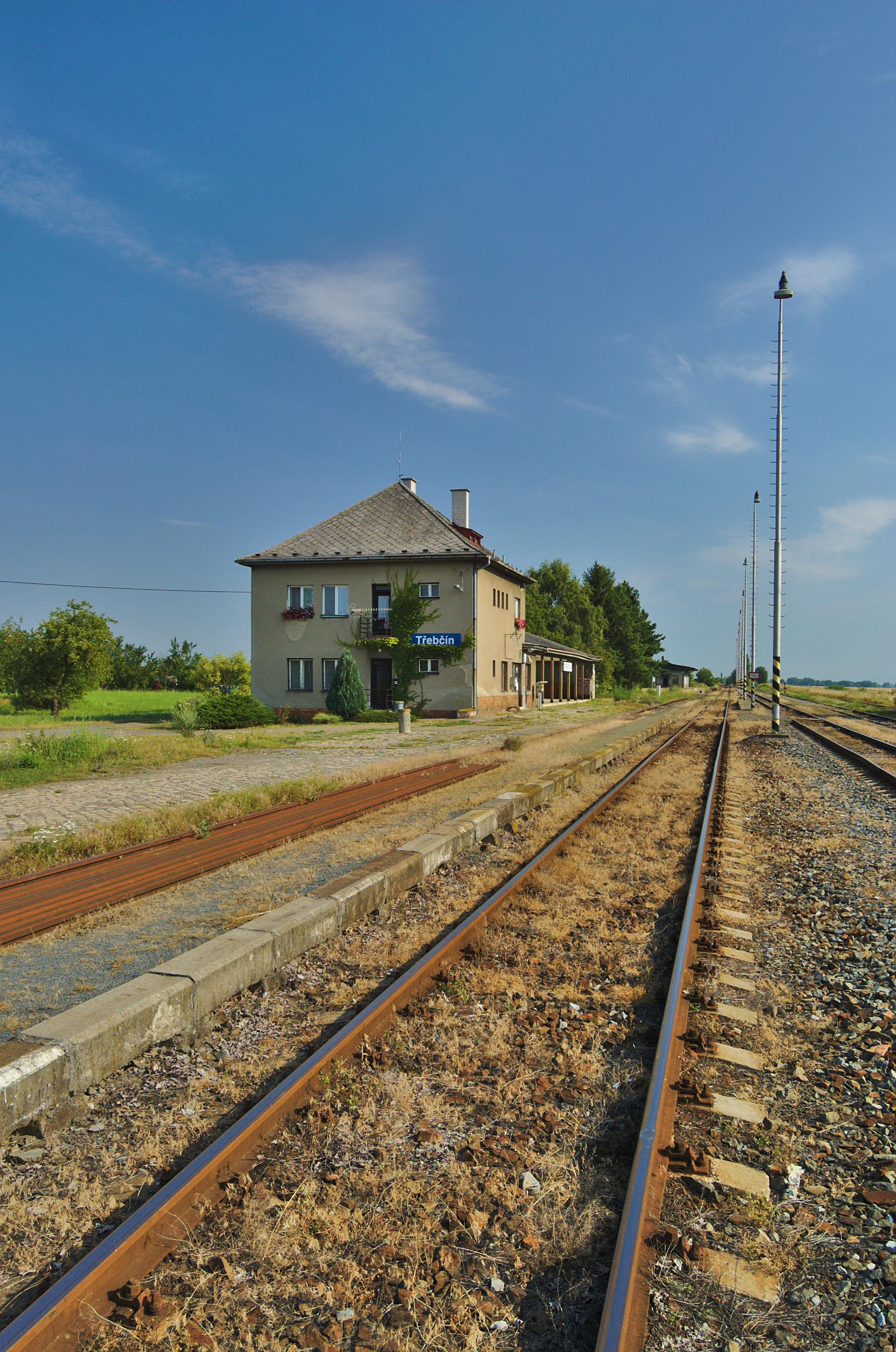
Železniční stanice
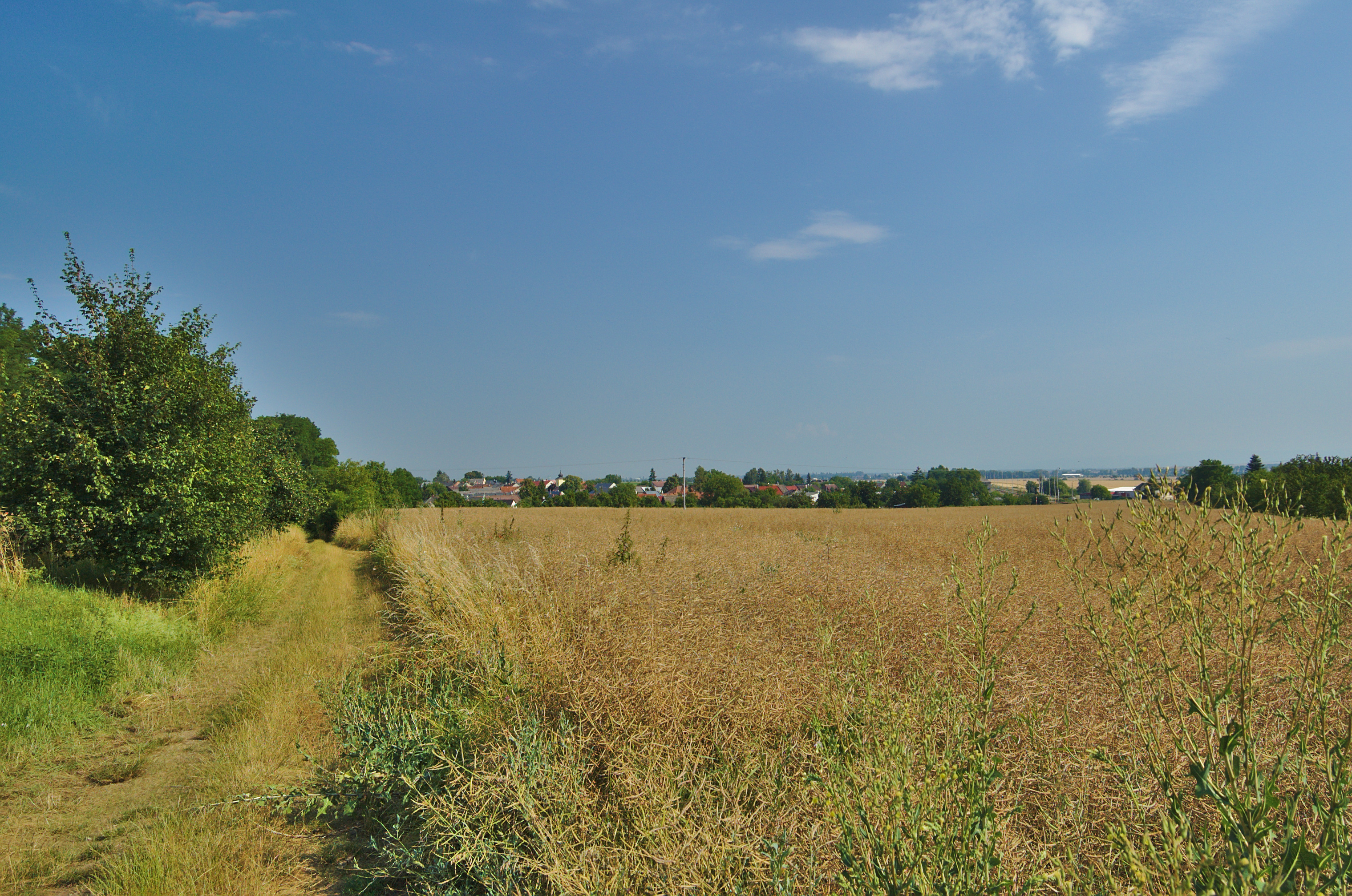
Pohled na Třebčín od jihu
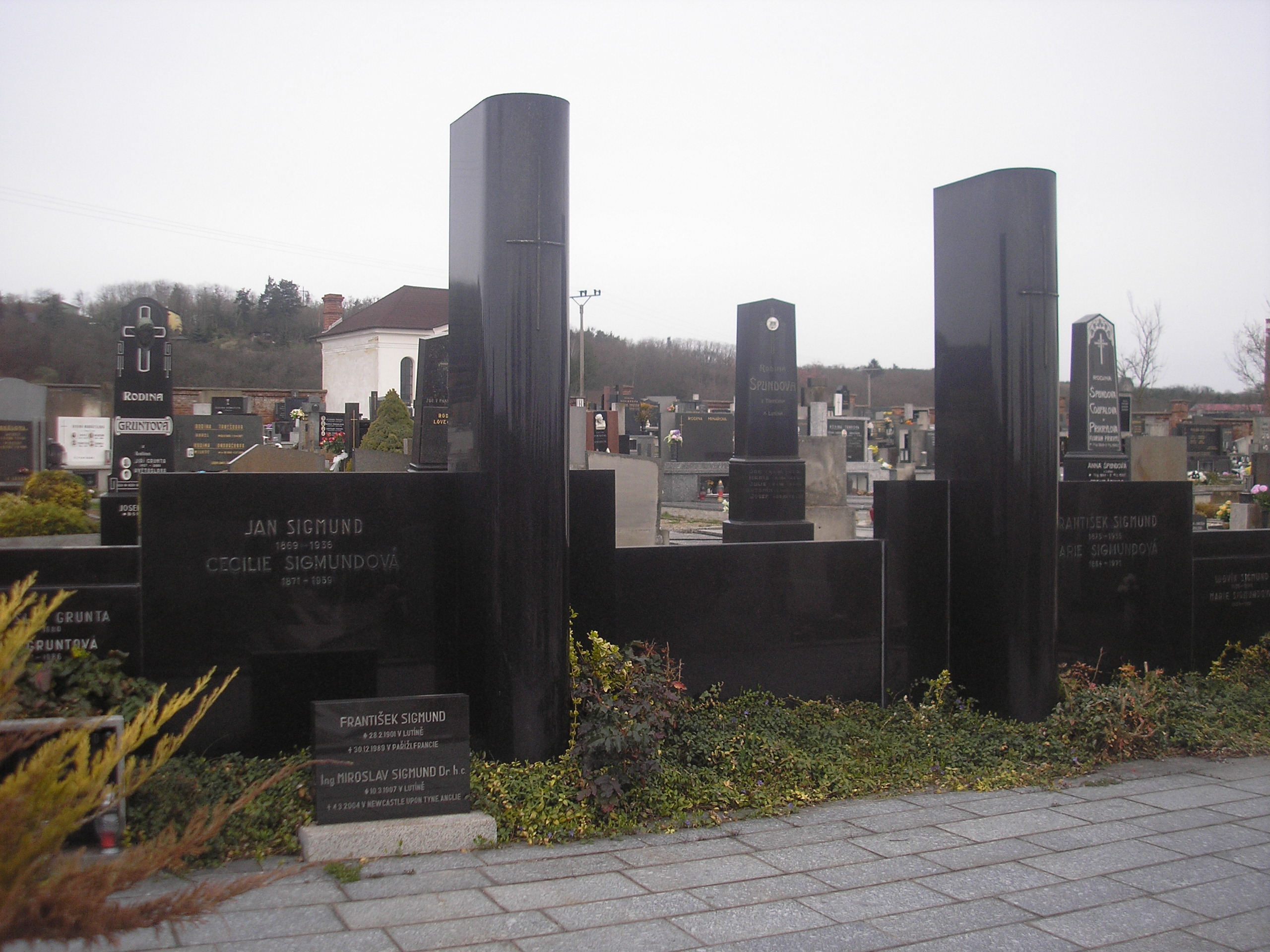
Hrob průmyslnických rodin Sigmundů a Gruntů na hřbitově ve Slatinicích
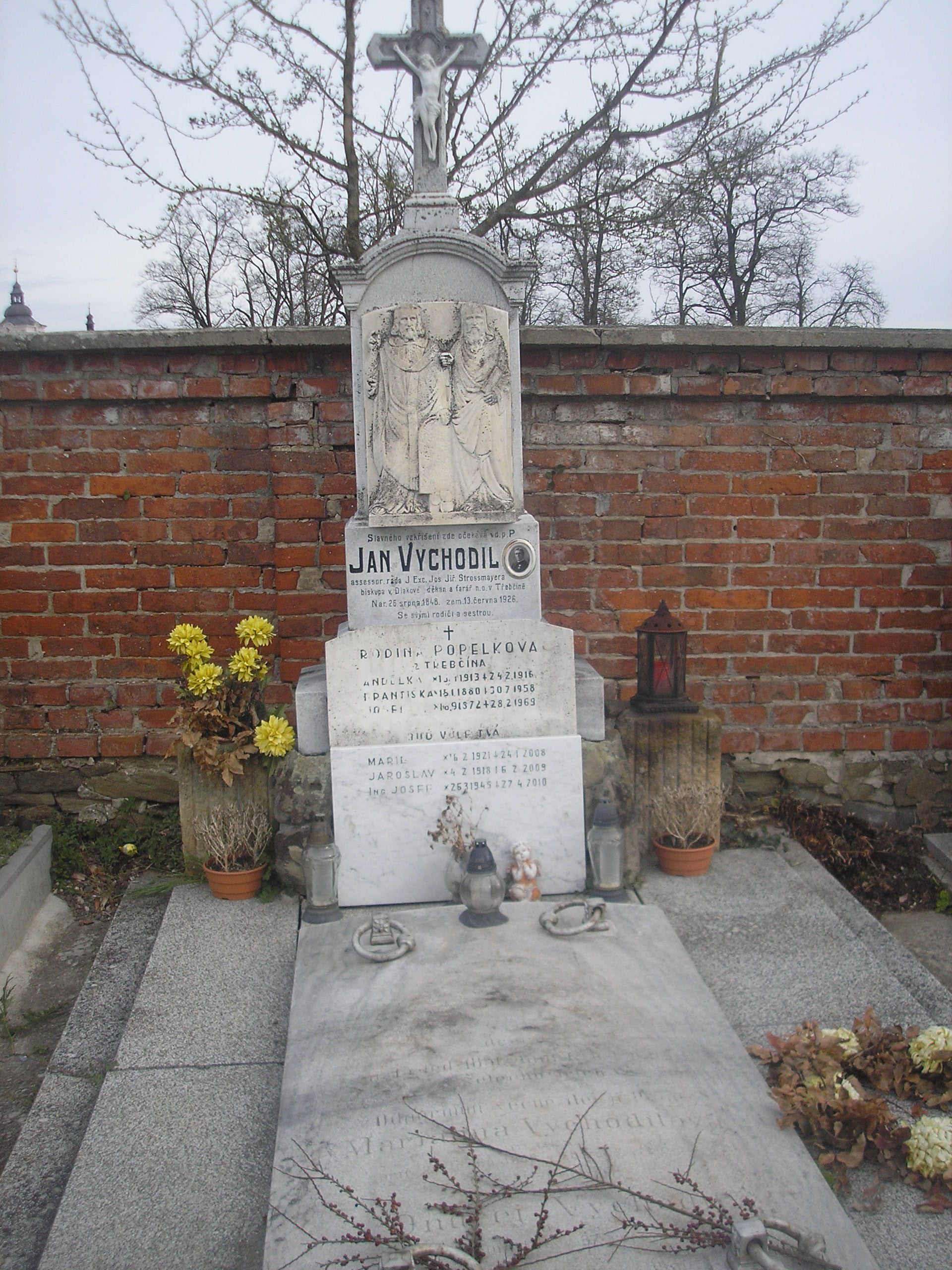
Hrob Patera Jana Vychodila a jeho příbuzných na hřbitově ve Slatinicích Na náhrobku je umístěna plastika sv. Cyrila a Metoděje, kterými se Vychodil zabýval